# КК Локомотива Кубањ
КК Локомотива Кубањ (рус. ПБК Локомотив-Кубањь) је руски кошаркашки клуб из Краснодара. Тренутно се такмичи у ВТБ јунајтед лиги.

## Историја
Клуб је основан 1946. под називом Локомотива Минерална вода у граду Ростов на Дону. Од 2003. клуб је наступао под именом Локомотива Ростов да би се због финансијских проблема 2009. преселио у град Краснодар и добио садашње име.
У сезони 2015/16. Локомотива је изборила фајнал-фор Евролиге у Берлину.

## Успеси
| Такмичење                   | Такмичење            | Број                 | Година               |                      |
| Национално првенство        | Национално првенство | Национално првенство | Национално првенство | Национално првенство |
| --------------------------- | -------------------- | -------------------- | -------------------- | -------------------- |
| Првенство Русије            | Првак                | 0                    | /                    |                      |
| Првенство Русије            | Други                | 1                    | 2022/23.             |                      |
| Национални куп — 2          |                      |                      |                      |                      |
| Куп Русије                  | Победник             | 2                    | 2000, 2018.          |                      |
| Куп Русије                  | Финалиста            | 1                    | 2014.                |                      |
| Регионална такмичења        |                      |                      |                      |                      |
| ВТБ лига                    | Победник             | 0                    | /                    |                      |
| ВТБ лига                    | Финалиста            | 2                    | 2012/13, 2022/23.    |                      |
| Континентална такмичења — 1 |                      |                      |                      |                      |
| Евролига                    | Победник             | 0                    | /                    |                      |
| Евролига                    | Финалиста            | 0                    | /                    |                      |
| Евролига                    | Трећи                | 1                    | 2015/16.             |                      |
| Еврокуп                     | Победник             | 1                    | 2012/13.             |                      |
| Еврокуп                     | Финалиста            | 1                    | 2017/18.             |                      |
| Еврочеленџ                  | Победник             | 0                    | /                    |                      |
| Еврочеленџ                  | Финалиста            | 1                    | 2010/11.             |                      |
| Куп Радивоја Кораћа         | Победник             | 0                    | /                    |                      |
| Куп Радивоја Кораћа         | Финалиста            | 1                    | 2001/02.             |                      |
| Еврокуп челенџ              | Победник             | 0                    | /                    |                      |
| Еврокуп челенџ              | Финалиста            | 1                    | 2004/05.             |                      |

## Познатији играчи
| - Перо Антић - Сергеј Биков - Танока Бирд - Дерик Браун - Примож Брезец - Маркус Вилијамс - Џејмс Гист - Малком Делејни - Душан Ђорђевић - Алексеј Жукањенко | - Владо Илијевски - Миле Илић - Горан Јагодник - Симас Јасаитис - Горан Јеретин - Небојша Јоксимовић - Никос Калатес - Мантас Калнијетис - Никита Курбанов - Крешимир Лончар | - Алекс Марић - Андре Овенс - Антон Понкрашов - Оливер Поповић - Крунослав Симон - Али Траоре - Александар Ћапин - Фредерик Хаус - Ричард Хендрикс - Лајонел Чалмерс |